# Tema Armeníaco
O Tema Armeníaco (em grego: Άρμενιακόν [θέμα]; romaniz.: [thema] Armeniakon), chamado também de Tema dos armeníacos, foi um tema (uma província civil-militar) bizantino localizado na parte nordeste da Ásia Menor. Foi um dos quatro temas originais fundados no século VII, agrupando os efetivos remanescentes do exército bizantino após o começo da expansão islâmica. Tornou-se um dos temas mais importantes do império, e seus generais encabeçaram uma série de revoltas durante o século VIII, o que levou o poder imperial a subdividi-lo. Ele permaneceu sob controle bizantino até o século XI, quando foi conquistado pelos turcos seljúcidas. 

## História

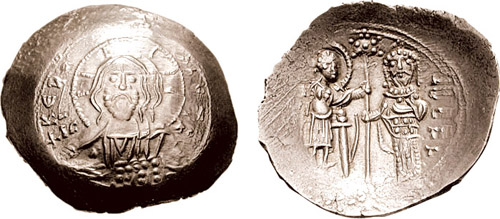
Histameno de r.

O Tema Armeníaco era um dos quatro temas originais fundados no século VII. Ainda que uma menção de um tal "Jorge, turmarca dos armeníacos" em 629, durante as campanhas persas do imperador Heráclio (r. 610–641), possa sugerir a existência do tema nesta data, a primeira referência inequívoca nas fontes ocorre durante a revolta de seu general, Sabório, em 667-668. Ele aparece novamente num selo de 717-718. Juntamente com os outros temas, foi criado com os restos de um dos exércitos do antigo Império Romano do Oriente após as desastrosas derrotas sofridas durante a primeira onde de conquistas muçulmanas, um processo que provavelmente já estava completo na década de 640. Por isso, o exército do mestre dos soldados da Armênia (magister militum per Armeniaem; os "armeníacos") recuou e se assentou nas regiões do Ponto, Paflagônia e Capadócia e acabou emprestando seu nome à região.
A capital do tema era Amaseia e era governado por um estratego, que tinha uma dignidade, juntamente com os estrategos do Tema Anatólico e do Tema Tracesiano, no primeiro escalão dos estrategos, com um salário anual de aproximadamente 20 quilos de ouro. No século IX, comandava aproximadamente 9 000 homens e controlava 17 fortalezas. Seu tamanho e importância estratégica para a fronteira nordeste do Império Bizantino frente aos muçulmanos fizeram de seu governador uma figura muito influente, com as forças do tema participando de diversas revoltas no século VIII. Consequentemente, no século IX, foi subdividido: as províncias menores de Carsiano e Capadócia foram formadas, primeiro como clisuras (distritos) e, posteriormente, como temas, ao longo das fronteiras sul e leste, enquanto que por volta de 819, os temas costeiros da Paflagônia e da Cáldia foram também divididos, seguidos depois pela divisão da área de Coloneia (primeiro sob um duque e, em 863, de um estratego), deixando um minguado Tema Armeníaco abarcando apenas o Ponto Ocidental.
O tema permaneceu sob controle bizantino até o final do século XI. Em 1073, após a desastrosa Batalha de Manzicerta, mercenários francos sob Roussel de Bailleul tomaram o controle da região, governando-a por diversos meses até que a autoridade bizantina fosse restaurada pelo general Aleixo Comneno. Logo depois, porém, a região toda foi invadida pelos turcos seljúcidas, com apenas uns poucos fortes costeiros resistindo. Os imperadores Comnenos conseguiram recuperar as regiões fronteiriças para o império, mas o Tema Armeníaco estava perdido para sempre.